# Anomis nigritarsis
Anomis nigritarsis é uma espécie de mariposa da família Erebidae. Encontra-se no Sri Lanka, Índia, China, Taiwan, Bornéu, Java, Celebes, Molucas, Queensland, Nova Caledónia, Ilhas Salomão, Vanuatu, Fiji, Samoa e Tonga.
As larvas se alimentam de espécies de Hibiscus e Urena.

## Subespécies
- Anomis nigritarsis albipuncta
- Anomis nigritarsis x anthochroa